# Segelfluggelände Esslingen-Jägerhaus

i7
i11
i13
Das Segelfluggelände Esslingen-Jägerhaus liegt in der Stadt Esslingen am Neckar im Landkreis Esslingen in Baden-Württemberg, etwa 3 Kilometer nordöstlich des Zentrums von Esslingen.

## Flugbetrieb
Das Segelfluggelände ist mit einer 570 m langen und 30 m breiten Start- und Landebahn aus Gras (Richtung 13/31) ausgestattet. Die Länge der Seilauslegebahn beträgt 750 m in Richtung 13 bzw. 730 m in Richtung 31. Es besitzt eine Betriebszulassung für Segelflugzeuge, Motorsegler und Motorflugzeuge. Am Segelfluggelände dürfen nur ein Motorsegler und ein Motorflugzeug (höchstzulässige Abflugmasse: 2000 kg) betrieben werden. Das Motorflugzeug dient dem Flugzeugschlepp. Alternativ können Segelflugzeuge auch per Windenstart starten. Der Halter und Betreiber des Segelfluggeländes ist der Aero-Club Esslingen e. V.
Das Segelfluggelände liegt zum Teil in der Kontrollzone Luftraum D CTR und komplett unter der Luftraumstruktur C und D des Flughafens Stuttgart. Alle An- und Abflüge finden daher aus oder in Richtung Nord statt.

## Geschichte
Der Aero-Club Esslingen e. V. wurde am 2. September 1950 gegründet. Das Segelfluggelände wurde im November 1953 in Betrieb genommen.